# Városy Gyula (plébános)
Városy Gyula (Szeged, 1858. február 9. – Szeged, 1926. január 10.) római katolikus plébános, író, költő, országgyűlési képviselő.

## Élete
Középiskoláit Szegeden és Kalocsán végezve, a papi pályára lépett; 1882. március 28-án fölszenteltetett és káplán volt Magyarpécskán, Battonyán, Kiszomborban, Kisteleken, Világoson, 1890. augusztus 31-től hittanár a lugosi főgimnáziumban; majd plébános lett Kisteleken. 1896-ban Ugron-párti programmal megválasztották országgyűlési képviselővé.
Cikke a Magyar Szemlében (1897. 3., 4. sz. Dante-apróságok). Könyvismertetéseket írt a Katholikus Szemlébe (1893-95).

## Munkái
- Apák bűne. Eredeti regény. Szeged, 1887. Két kötet. (Ism. Fővárosi Lapok 96. sz., Irodalom 8. sz. 2. kiadás. Lugos, 1893).
- Tik-tak. Humoreszk. Uo. 1889. (Ism. Kath. Szemle).
- Vörös Dániel. Humoros regény. Lugos, 1898. Két kötet. (Ism. M. Szemle 49. sz., M. Állam 299. sz. 2. kiadás. Uo. 1891. Az első kiadás Ribényi Regénytárában jelent meg. Illusztrált kiadása, Sarlay Imre 72 rajzával. Kistelek, 1899. Ism. M. Állam 104. sz.).
- Gyémánt a homokban. Regény. Bpest, 1891. Két kötet. (Ism. Kath. Szemle 1892.).
- Mosolygó levelek. Humoros elbeszélések. Lugos, 1892. (Ism. Kath. Szemle 1893., M. Szemle 18. sz.).
- Derült ég. Víg elbeszélés. Uo. 1892. (Ism. Kath. Szemle. 2. kiadás. Uo. 1893).
- Válogatott víg elbeszélések. Uo. 1895. (Ism. Irod. Közlöny 12. sz., Kath. Hitvéd. Folyóirat 424. 1.)
- Derűs képek. Humoros elbeszélések. Bpest, 1897. (Ism. Kath. Hitvéd. Folyóirat).
- Mosolygó lapok. Humoros elbeszélések. Uo. 1897. (Ism. M. Szemle 1898. 21. sz.).
- Jóízű történetek. Humoros elbeszélések. Uo. 1898. (Ism. Kath. Szemle 1899., M. Szemle 1. sz.).
- Kedélyes történetek. Humoros elbeszélések. Uo. 1899.
- Vidám históriák. Humoros elbeszélések. Csörgey Zoltán rajzaival. Uo. 1900.
- Lélekidomár. Humoros elbeszélések. Fehér István rajzaival. Uo. 1901.
- Gondűző. Humoros elbeszélések. Fehér István rajzaival. Uo. 1902.
- Szivárvány. Humoros elbeszélések. Számos rajzzal...
- Káplán, plébános és kanonok. Humoros elbeszélések. Bpest, 1905. Fehér István rajzaival és a szerző fénynyom. arck.